# 作品第2番 (ELPのアルバム)
『作品第2番』（Works, Vol.2）は、エマーソン・レイク・アンド・パーマー（ELP）が1977年に発表したスタジオ・アルバム。

## 解説
1977年11月に発表された本作は、その約半年前に発売された『ELP四部作』の続編であり、前作と同様にELPの作品とメンバーのソロ作品から構成されている。しかし前作の収録曲は全て新作であったのに対して、本作の収録曲の半数は既にシングルで発表されていた曲や過去のアルバム制作時に録音された未発表曲であった。
ELPの新曲は「ソー・ファー・トゥ・フォール」と「迷える旅人」の2曲である。前者はピート・シンフィールドとの共作。後者は1925年にイギリスで発表されて広く知られてきたヒット曲のカバー。「孤独なタイガー」「あなたのバレンタイン」「恐怖の頭脳改革」の3曲は1973年のアルバム『恐怖の頭脳改革』の制作の際に録音され、「あなたのバレンタイン」と「恐怖の頭脳改革」は、既にそれぞれシングル「聖地エルサレム」（1973年11月）と「庶民のファンファーレ」（1977年5月）のB面で発表された。
「メイプル・リーフ・ラグ」「ホンキー・トンク・トレイン・ブルース」「バレルハウス・シェイクダウン」はキース・エマーソンのソロ作品。「ホンキー・トンク・トレイン・ブルース」「バレルハウス・シェイクダウン」は既に1976年にそれぞれシングルのA面とB面で発表された。
「君を見つめて」「夢みるクリスマス」はグレッグ・レイクのソロ作品で、いずれもシンフィールドとの共作。「夢みるクリスマス」は既に1975年にシングルとして発表されたが、本作には異なるバージョンが収録された。
「そっと閉じて」「ブルフロッグ」はカール・パーマーのソロ作品。「ブルフロッグ」はELPの1974年4月のイギリス・ツアーの第一部を務めたイギリスのジャズ・トリオであるバック・ドアーのロン・アスペリー（サクソフォーン、キーボード）とコリン・ホジキンソン（ベース）との共作である。
このように本作はコンピレーション・アルバムとしての性格が強く、その内容はまとまりのなさや物足りなさを感じさせた。一方、これまでのアルバムとは異なりブルースやビッグ・バンド・ジャズの影響が感じられる、とも指摘された。

## 評価
イギリスでは最高20位、アメリカでは最高37位とそれまでに比べると大きく順位を落としてしまった。アメリカでゴールドディスクに認定されたものの、イギリスのトップ10とアメリカのトップ20を記録しなかったELPの公式アルバムは本作が初めてである。この順位が示す通り、評価は高くなかった。

## 収録曲
1. 孤独なタイガー – "Tiger in a Spotlight" (Keith Emerson, Greg Lake, Carl Palmer, Peter Sinfield)
2. あなたのバレンタイン – "When the Apple Blossoms Bloom in the Windmills of Your Mind I'll Be Your Valentine" (Emerson, Lake, Palmer)
3. ブルフロッグ – "Bullfrog" (Ron Aspery, Colin Hodgkinson, Palmer)
4. 恐怖の頭脳改革 – "Brain Salad Surgery" (Emerson, Lake, Sinfield)
5. バレルハウス・シェイクダウン – "Barrelhouse Shake-Down" (Emerson)
6. 君を見つめて – "Watching Over You" (Lake, Sinfield)
7. ソー・ファー・トゥ・フォール – "So Far to Fall" (Emerson, Lake, Sinfield)
8. メイプル・リーフ・ラグ – "Maple Leaf Rag" (Scott Joplin, arr. Emerson)
9. 夢みるクリスマス – "I Believe in Father Christmas" (Lake, Sinfield)
10. そっと閉じて – "Close but Not Touching" (Palmer)
11. ホンキー・トンク・トレイン・ブルース – "Honky Tonk Train Blues" (Meade Lux Lewis, arr. Emerson)
12. 迷える旅人 – "Show Me the Way to Go Home" (James Campbell, Reginald Connelly)

## 参加ミュージシャン

### エマーソン・レイク・アンド・パーマー
- キース・エマーソン – キーボード、ピアノ、オルガン、シンセサイザー、アコーディオン
- グレッグ・レイク – ボーカル、ギター、ベース
- カール・パーマー – ドラム、パーカッション

### アディショナル・ミュージシャン
- グラハム・スミス – ハーモニカ （「君を見つめて」）
- ロン・アスペリー – サックス（「ブルフロッグ」、クレジットなし）
- コリン・ホジキンソン – ベース（「ブルフロッグ」、クレジットなし）